# Megamyrmaekion vulpinum
Megamyrmaekion vulpinum är en spindelart som först beskrevs av O. Pickard-Cambridge 1874.  Megamyrmaekion vulpinum ingår i släktet Megamyrmaekion och familjen plattbuksspindlar. Inga underarter finns listade i Catalogue of Life.